# Гидроксид титана(II)
Гидроксид титана(II) — неорганическое соединение гидроксид металла титана с формулой Ti(OH)2, чёрный порошок, не растворимый в воде.

## Получение
- Обработка растворов галогенидов двухвалентного титана щелочами:

{\displaystyle {\mathsf {TiCl_{2}+2NaOH\ {\xrightarrow {}}\ Ti(OH)_{2}\downarrow +2NaCl}}}

## Физические свойства
Гидроксид титана(II) образует чёрный осадок, который постепенно светлеет из-за разложения.

## Химические свойства
- Окисляется при хранении в присутствии воды:

{\displaystyle {\mathsf {2Ti(OH)_{2}+2H_{2}O\ {\xrightarrow {}}\ 2Ti(OH)_{3}+H_{2}\uparrow }}}
{\displaystyle {\mathsf {Ti(OH)_{2}+2H_{2}O\ {\xrightarrow {}}\ H_{4}TiO_{4}+H_{2}\uparrow }}}
Разлагается при нагревании в инертной атмосфере:
{\displaystyle {\ce {Ti(OH)2 ->[t^oC,Ne] TiO + H2O ^}}}